# Marc Madiot

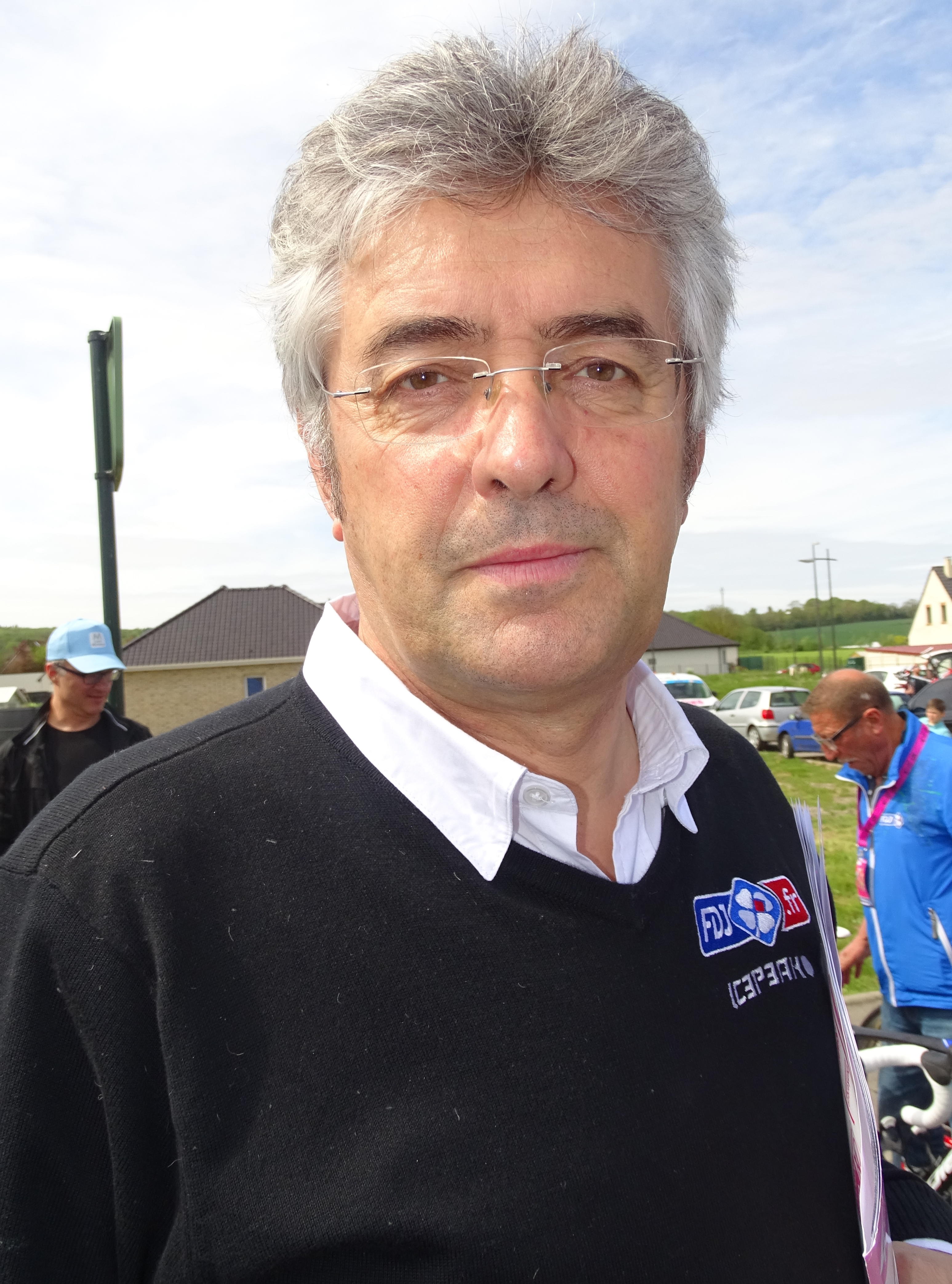
Marc Madiot (2015)

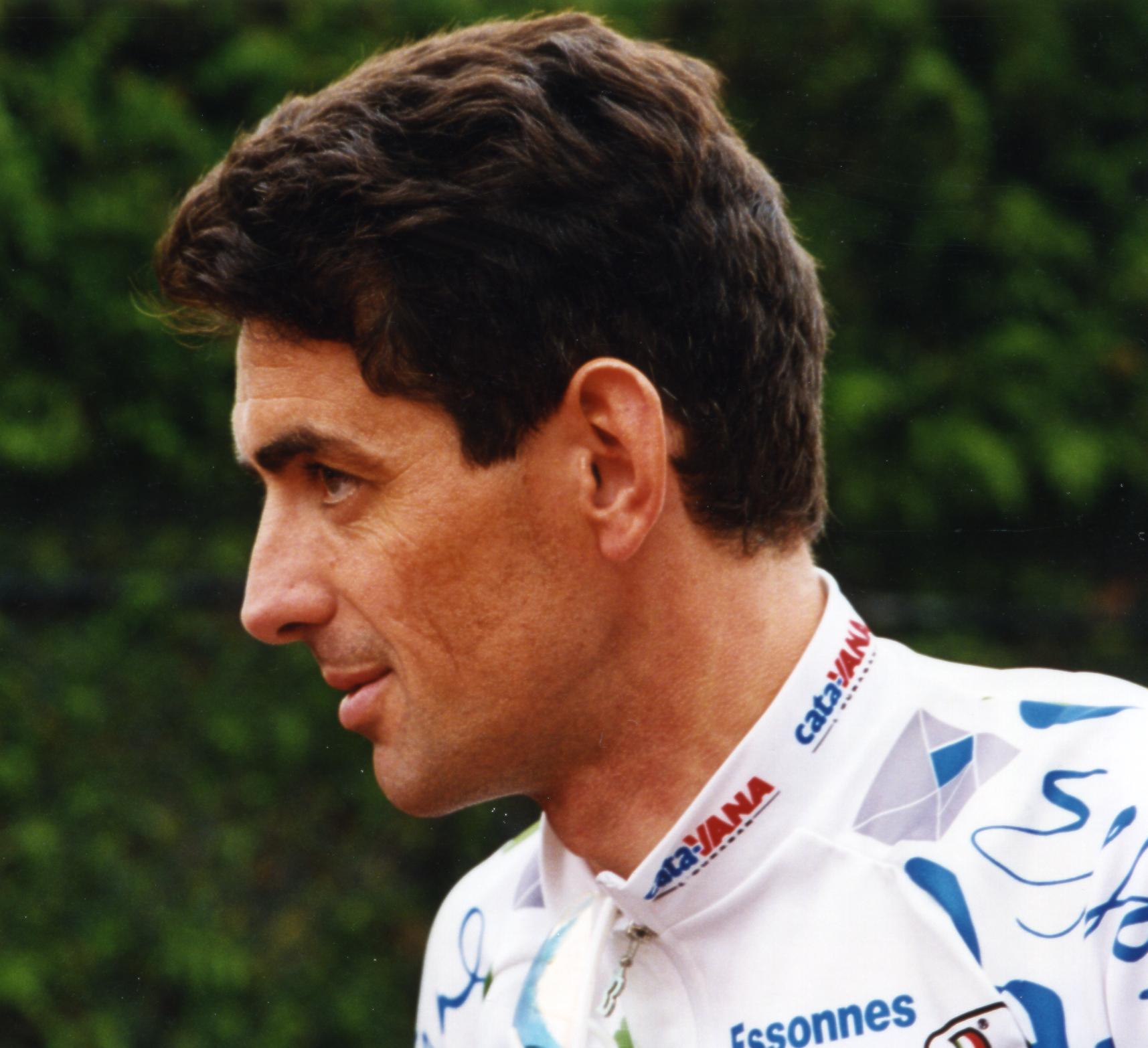
Marc Madiot (1994)

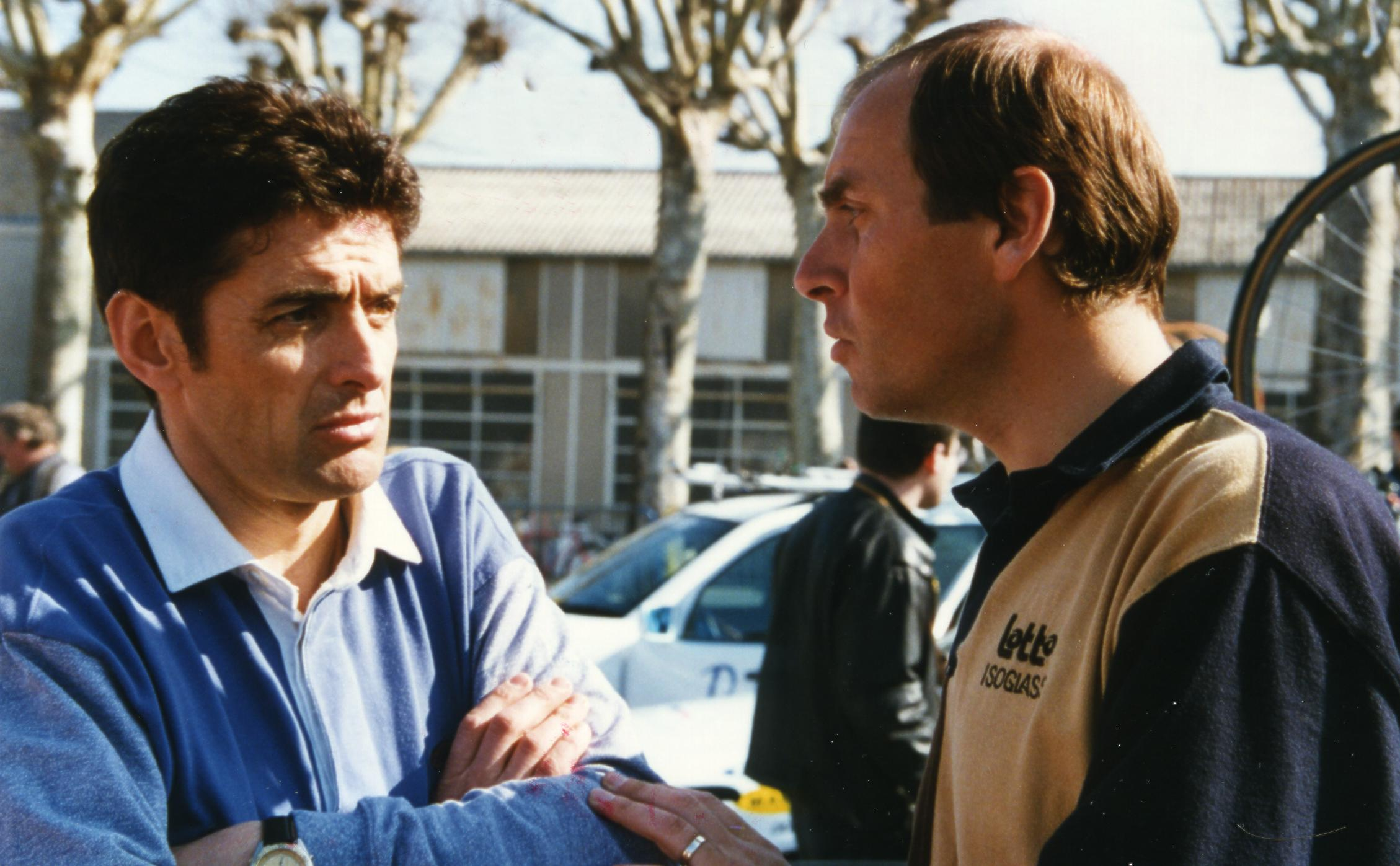
Marc Madiot (links) und Jean-Luc Vandenbroucke im Gespräch

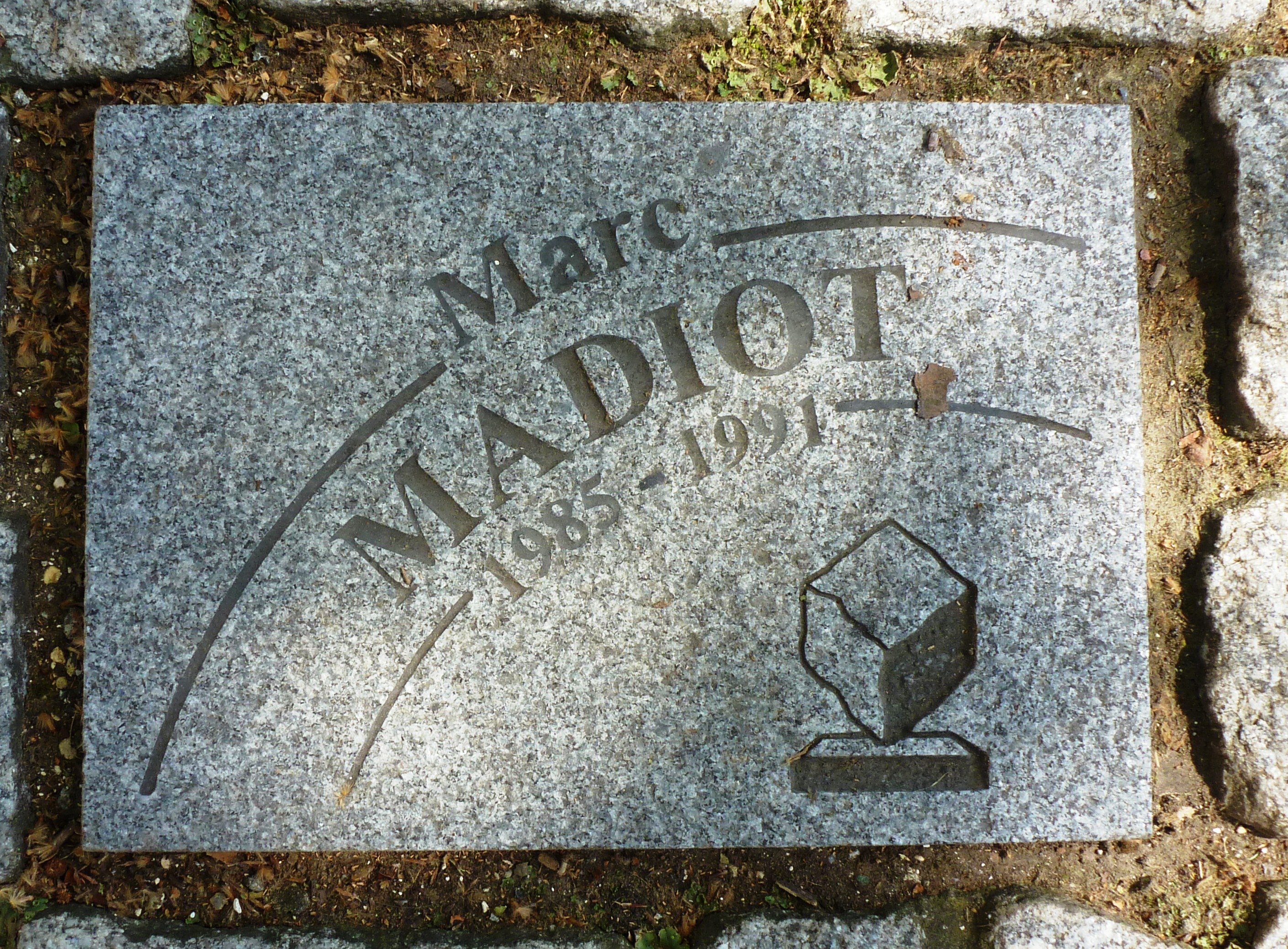
Pflasterstein zu Ehren des Paris–Roubaix-Siegers Marc Madiot auf der Allée Charles Crupelandt in Roubaix

Marc Madiot (* 16. April 1959 in Renazé, Frankreich) ist ein ehemaliger französischer Radrennfahrer. Seine Profikarriere begann er im Jahre 1980 und war bis 1994 aktiv. 1997 kehrte er als Manager des Radsportteams Française des Jeux in den Radsport zurück.

## Radsport-Karriere
Madiots bedeutendster Erfolg als Amateur war der Sieg bei Paris–Roubaix Espoirs. Im Straßenrennen der Olympischen Spiele 1980 wurde er Neunter.
Seine Karriere als Profisportler begann Madiot beim Renault-Team. Madiot konzentrierte sich vornehmlich auf Straßenradrennen, konnte aber auch einige Erfolge im Cyclocross feiern. So wurde er 1982 französischer Meister im Cyclocross und startete mehrfach bei den UCI-Cyclocross-Weltmeisterschaften. Auf der Straße waren seine beiden Siege bei Paris–Roubaix 1985 und 1991 sowie ein Etappensieg bei der Tour de France 1984 seine wichtigsten. Madiot beendete seine Laufbahn als Aktiver nach Ende der Saison 1994.
1995 hatte Madiot die Idee ein Radsportteam zu gründen, das Nachwuchsfahrer fördert und an die er seine Erfahrungen weitergeben kann. Bei der Suche nach Sponsoren stieß er auf die staatliche Lotterie-Gesellschaft La Française des Jeux. Diese war auf der Suche nach einer neuen Präsenz, um sich den Kunden zu präsentieren. Dabei erschien die Volkssportart Radsport als gute Möglichkeit. Im Jahr 1997 kam es dann zur Gründung des Teams La Française des Jeux. Von Beginn an feierte das Team Erfolge: 1997 gewann Frédéric Guesdon Paris–Roubaix und Davide Rebellin die Clásica San Sebastián sowie die Meisterschaft von Zürich.

## Frauenradsport
Im Jahr 1987 äußerte Madiot sich abfällig über den Frauenradsport und nannte ihn hässlich und unästhetisch.

## Familiäres
Marc Madiot ist der Bruder von Yvon Madiot (* 1962), der ebenfalls als Radrennfahrer aktiv war und u. a. französischer Meister im Querfeldeinrennen wurde.

## Erfolge
1979
- Paris-Roubaix (U23)
- Boucles de la Mayenne

1981
- Gesamtwertung und eine Etappe Tour du Limousin

1983
- eine Etappe Giro di Sardegna
- La Poly Normande

1984
- eine Etappe Tirreno–Adriatico
- Chanteloup-les-Vignes
- eine Etappe Tour de l’Aude
- eine Etappe Tour de France
- Boucles de l’Aulne-GP Le Télégramme

1985
- eine Etappe Paris–Nizza
- Grand Prix de Mauléon-Moulins
- Paris-Roubaix
- Grand Prix de Wallonie
- Grand Prix de Plumelec-Morbihan

1987
- La Poly Normande
- Französischer Straßenmeister
- Gesamtwertung und eine Etappe Tour de la Communauté européenne

1989
- eine Etappe Critérium International

1991
- Paris-Roubaix

1992
- Trophée des Grimpeurs
- eine Etappe 4 Jours de Dunkerque

## Teams
- 1980–1985 Renault
- 1986–1987 Système U
- 1988–1990 Toshiba
- 1991 R.M.O.
- 1992 Team Telekom
- 1993 Subaru-Montgomery
- 1994 Catavana-AS Corbeil-Essonnes-Cedico